# Northlanders
«Northlanders» — американська серія коміксів, опублікована видавництвом «Vertigo» (яке є імпринтом «DC Comics») у 2007—2012 роках. Містить різні вигадані історії, дія яких відбувається в історичних подіях епохи вікінгів та описує саме їх. Серія написана Браяном Вудом, проілюстрована різними художниками у кожній сюжетній арці та з обкладинками від Массімо Карневале.

## Сюжет
Серія Northlanders має довгі та короткі сюжетні арки, кожна з яких має різних головних героїв та часовий період епохи вікінгів.
Перша сюжетна арка, «Свен Повернутий» (Sven the Returned), проходить у випусках 1-8, дії відбуваються у 980 році нашої ери. Арка показує самозваного воїна-вікінгом на ім'я Свен, який служив у Візантійській варязькій гвардії і тепер повертається у свій рідний регіон на Оркнейських островах, щоб повернути свою законну спадщину.
Друга сюжетна арка, «Ліндісфарн» (Lindisfarne), проходить у 9 і 10 випуску та оповідає історію про юного хлопця й розграбування монастиря Ліндісфарн у 793 році нашої ери, на початку епохи вікінгів.
Третя сюжетна арка, «Хрест+Молот» (The Cross + The Hammer), проходить у випусках 11-16 і розгортається навколо Дубліна, Ірландія, біля Битви при Клонтарфі, яка сталася у 1014 році нашої ери; вона присвячена переслідуванню ірландця та його дочки, які нападають на окупаційні війська вікінгів, використовуючи партизанську тактику.

## Публікація
Перший випуск серії був опублікований 5 грудня 2007 року.
9 червня 2011 року Браян Вуд оголосив через Twitter, що серія була скасована видавництвом Vertigo. Вона закінчилася 11 квітня 2012 року на випуску #50.

## Нагороди
- 2007: номінований на премію Eagle Award[en] за «Улюблену обкладинку коміксу, опублікованого у 2007 році» за обкладинку випуску 1B від Адама Куберта[en].

## Видання
| #9–10, 17, 18–19, 20                                                                                               |
| --- |
| #9–10, «Lindisfarne» #17, «The Viking Art of Single Combat» #18–19, «The Shield Maidens» #20, «Sven, the Immortal» |

| #29, 30–34, 35–36                                                  |
| ------------------------------------------------------------------ |
| #29, «The Sea Road» #30–34, «Metal», #35–36, «The Girl In The Ice» |

| #37–39, 40, 41                                                      |
| ------------------------------------------------------------------- |
| #37–39, «The Siege of Paris» #40, «The Hunt» #41, «Thor's Daughter» |

| #9–10, 18–19, 1–8, 41, 11–16 |
| --- |
| #9–10, «Lindisfarne» #18–19, «The Shield Maidens» #1–8, «Sven the Returned» #41, «Thor's Daughter» #11–16, «The Cross + the Hammer» |

| #29, 20, 35–36, 42–50                                                                                       |
| --- |
| #29, «The Sea Road» #20, «Sven, The Immortal» #35–36, «The Girl In The Ice» #42–50, «The Icelandic Trilogy» |

| #17, 21–28, 30–34, 37–39, 40                                                                                                   |
| --- |
| #17, «The Viking Art of Single Combat» #21–28, «The Plague Widow» #30–34, «Metal» #37–39, «The Siege of Paris» #40, «The Hunt» |